# Clasificarea mamiferelor
În general, mamiferele sunt clasificate în 3 subclase: 
- Prototheria: 
  - Monotremata
- Metatheria: 
  - Dasyuromorphia
  - Didelphimorphia
  - Diprotodontia
  - Microbiotheria
  - Notoryctemorphia
  - Paucituberculata
  - Peramelemorphia
- Eutheria: 
  - Artiodactyla
  - Carnivora
  - Cetacea
  - Chiroptera
  - Dermoptera
  - Hyracoidea
  - Insectivora
  - Lagomorpha
  - Macroscelidea
  - Perissodactyla
  - Pholidota
  - Pinipedia
  - Primates
  - Proboscidea
  - Rodentia
  - Scandentia
  - Sirenia
  - Tubulidentata
  - Xenarthra.